# Aristarkh Lentoulov
Aristarkh Vassilievitch Lentoulov (en russe : Аристарх Васильевич Лентулов, né le 4 janvier 1882 et mort le 15 avril 1943) est un peintre russe avant-gardiste majeur du cubisme, qui a également travaillé dans les décors de théâtre.

## Biographie
Aristarkh Lentoulov naît à Nijni Lomov, près de Penza, dans la famille d'un prêtre rural. Il étudie l'art dans les écoles de Penza et de Kiev, de 1897 à 1905, puis dans l'atelier privé de Dmitri Kardovski à Saint-Pétersbourg en 1906.
À partir de 1909, il vit à Moscou, où il est l'un des fondateurs d'une association d'artistes avant-gardistes, le groupe Valet de Carreau. Le groupe  est dissous en 1916.
De 1910 à 1911, Lentoulov étudie dans l'atelier de Le Fauconnier et à l'académie de la Palette, à Paris. À cette époque, il devient familier de peintres français, tels que Albert Gleizes, Jean Metzinger, Fernand Léger ou Robert Delaunay. Après s'être imprégné des principes du fauvisme et du cubisme, il développe son propre style de peinture, unique et coloré. Plus tard, après un retour en Russie, en 1912, il influence fortement ce qui allait devenir le futurisme russe, en particulier le cubo-futurisme. Vassily Kandinsky et Kazimir Malevich ont tous deux été influencés par Lentoulov.
À partir de la période prérévolutionnaire, Lentoulov est activement impliqué dans divers projets théâtraux, concevant des pièces pour le théâtre Kamerny (Les Joyeuses Commères de Windsor, 1916), et contribuant à la réalisation de Prométhée d'Alexandre Scriabine, au théâtre Bolchoï, en 1919.
En 1928, Lentoulov entre à la Société des artistes moscovites, qui comptait en son sein des artistes anciennement rattachés au collectif Valet de Carreau. Il devient le président de cette Société et commence à enseigner à l'école d'État d'art et techniques.
Aristarkh Lentulov meurt le 15 avril 1943 à Moscou. Il est enterré au cimetière Vagankovo.

## Œuvre
- 1913 : 
  - Falaises à Kislovodsk, au Musée Russe, Saint-Pétersbourg.
  - Paysage avec un pont. Kislovodsk, à la Galerie Tretiakov, Moscou.
  - Moscou, à la Galerie Tretiakov, Moscou.
- 1915 : Nijni Novgorod, à la Galerie Tretiakov, Moscou.
- 1917 : Femmes avec des fruits, au Musée de beaux-arts de Riazan.
- années 1910 : Femme en rose au Musée d'État de Pskov.
- Portrait des quatre au Musée régional d'art de Zaporijjia.

## Illustrations

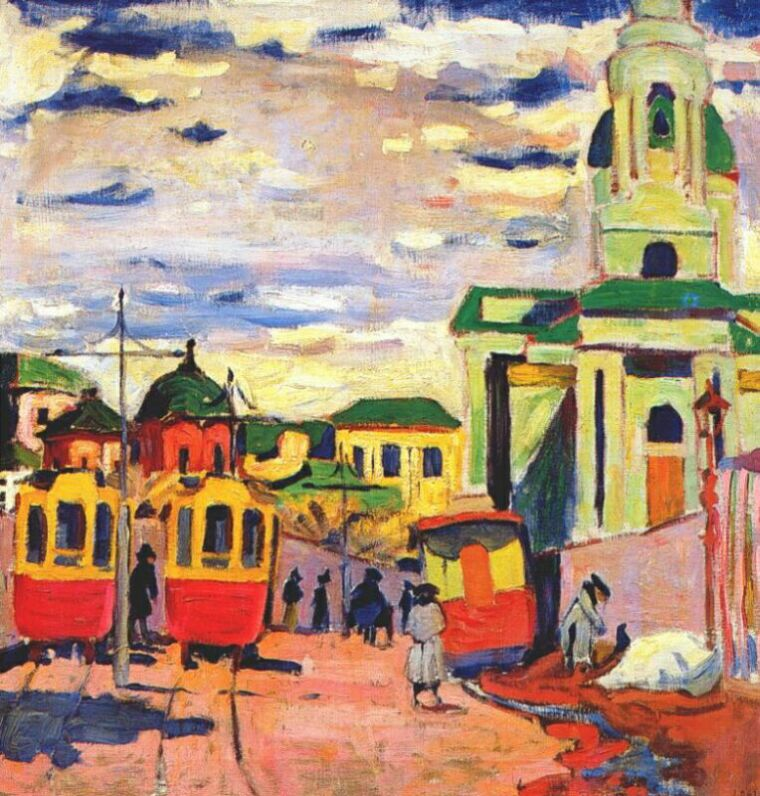
Rue de Moscou (1910)
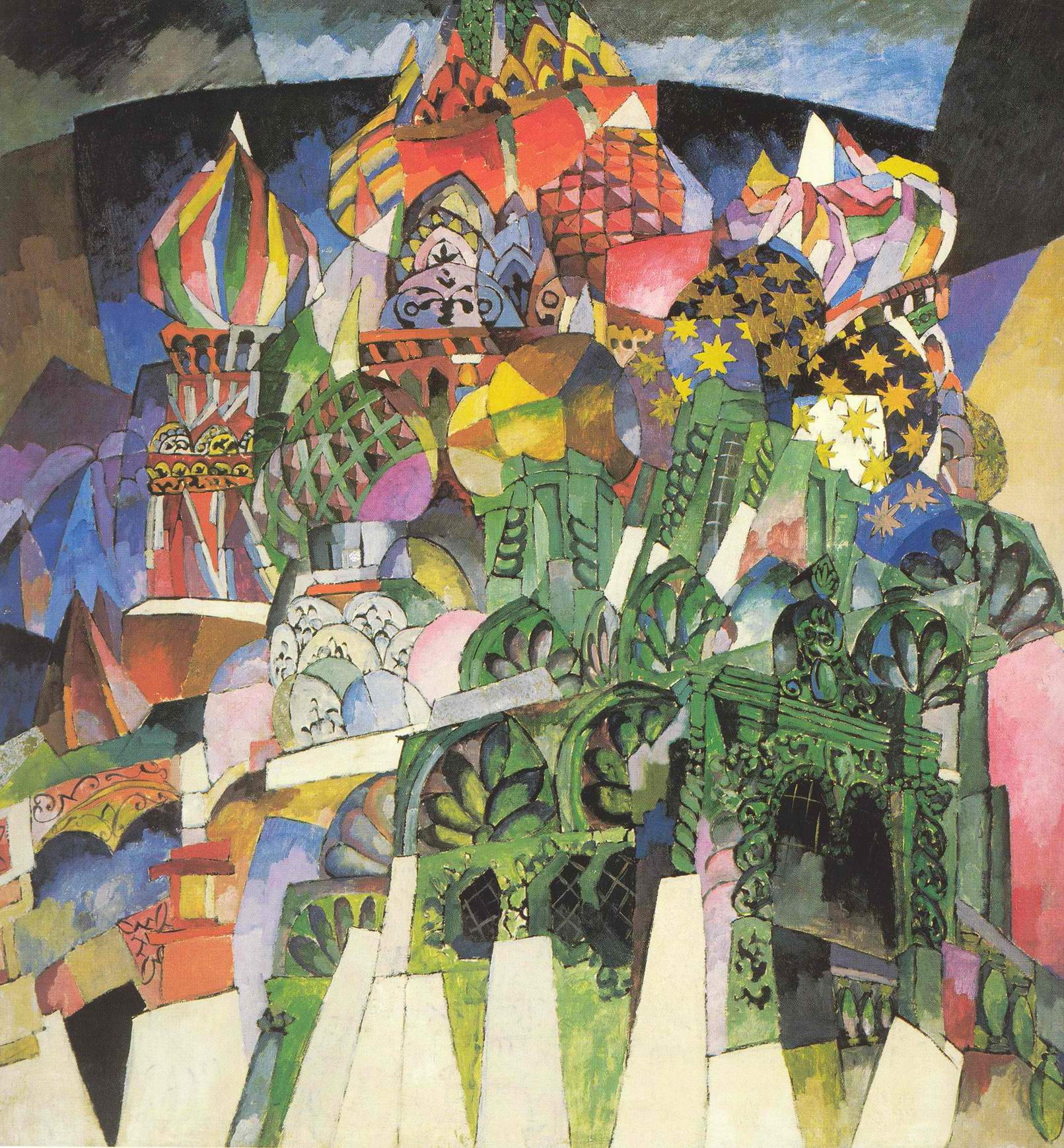
Basil (1913)
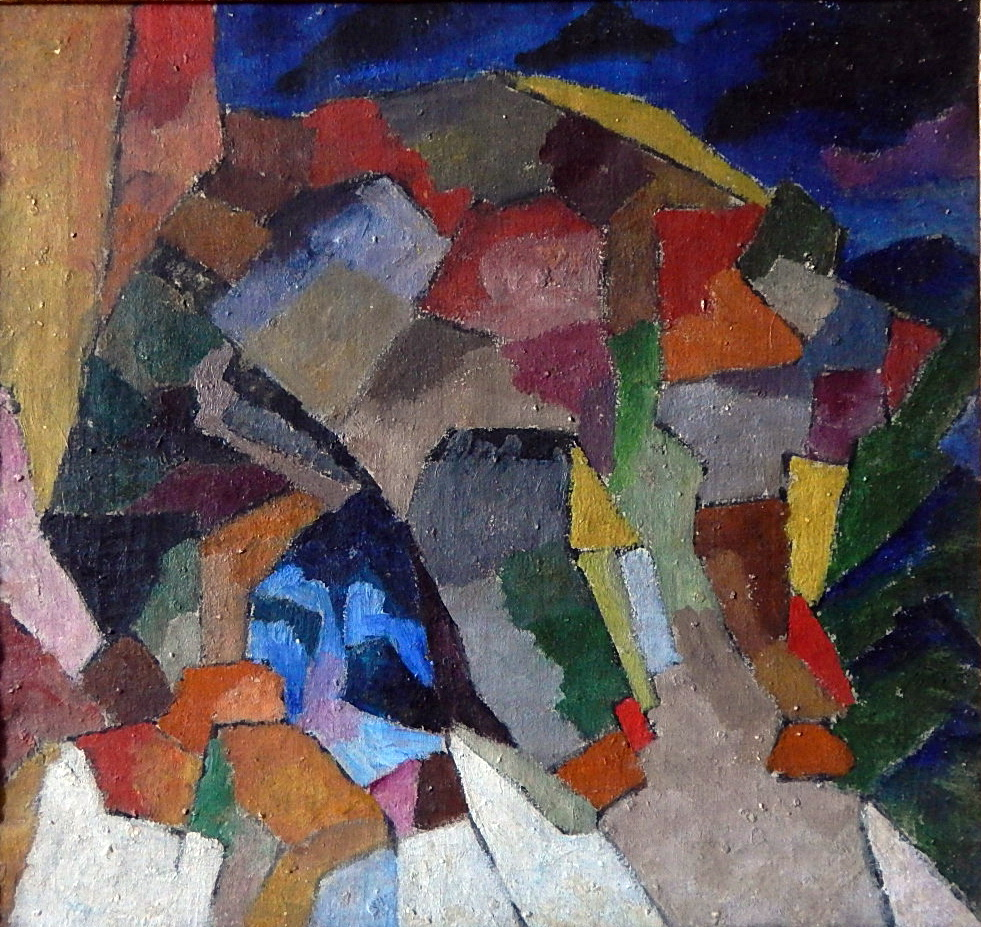
Rochers à Kislovodsk (1913)
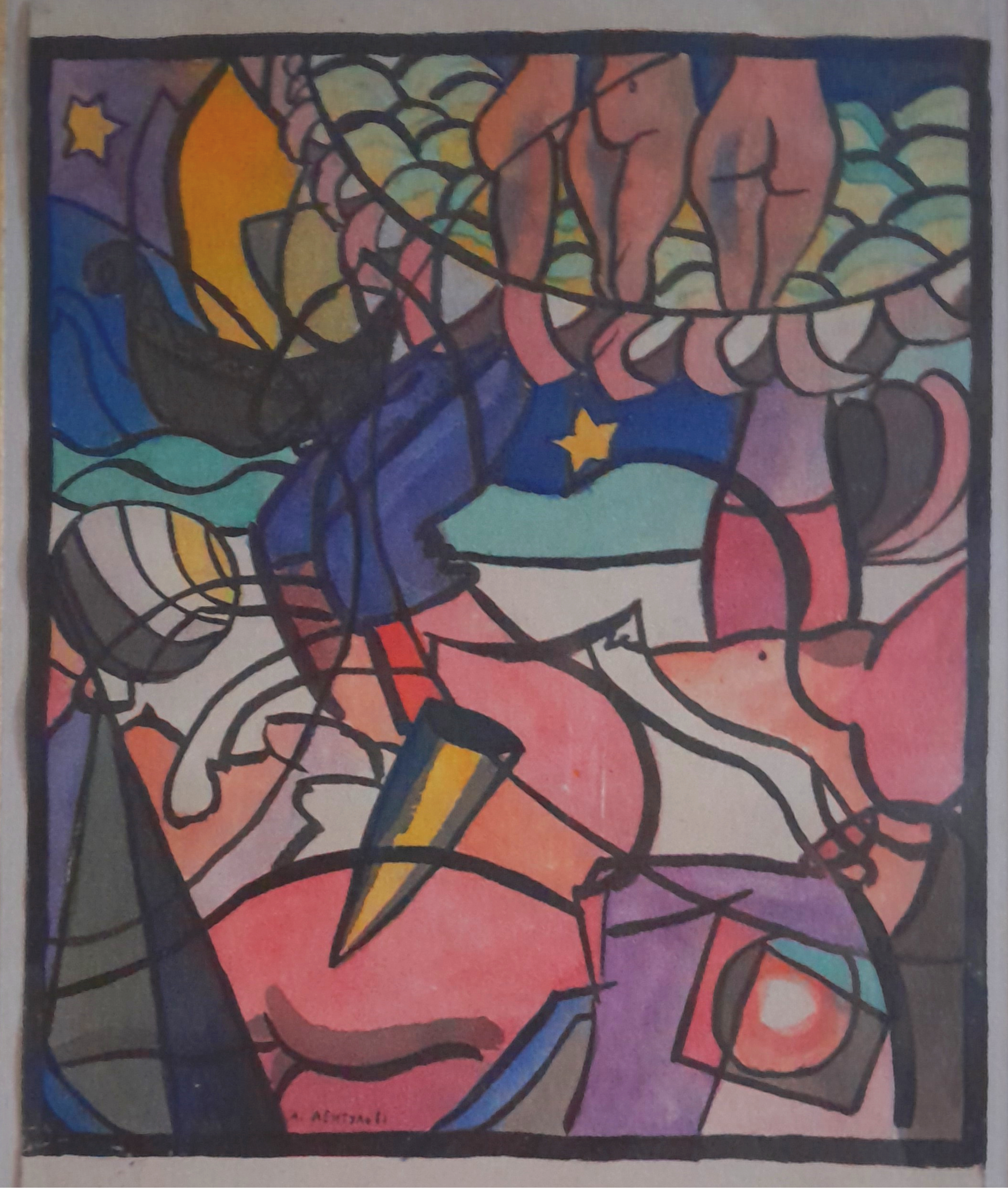
Composition allégorique avec le Poulet, Series "1812 (1915)
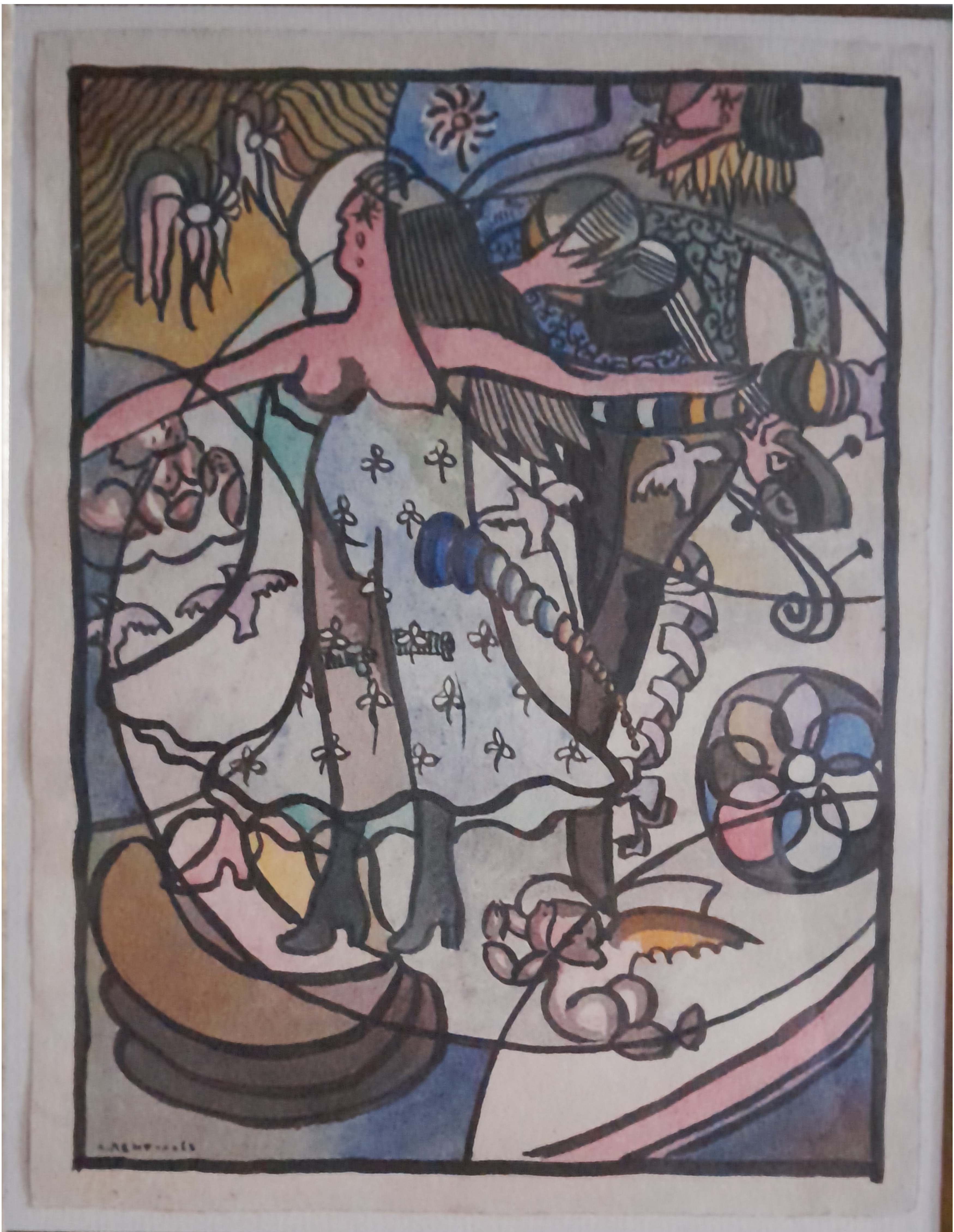
Composition allégorique Espoir, Series "1812" (1915)
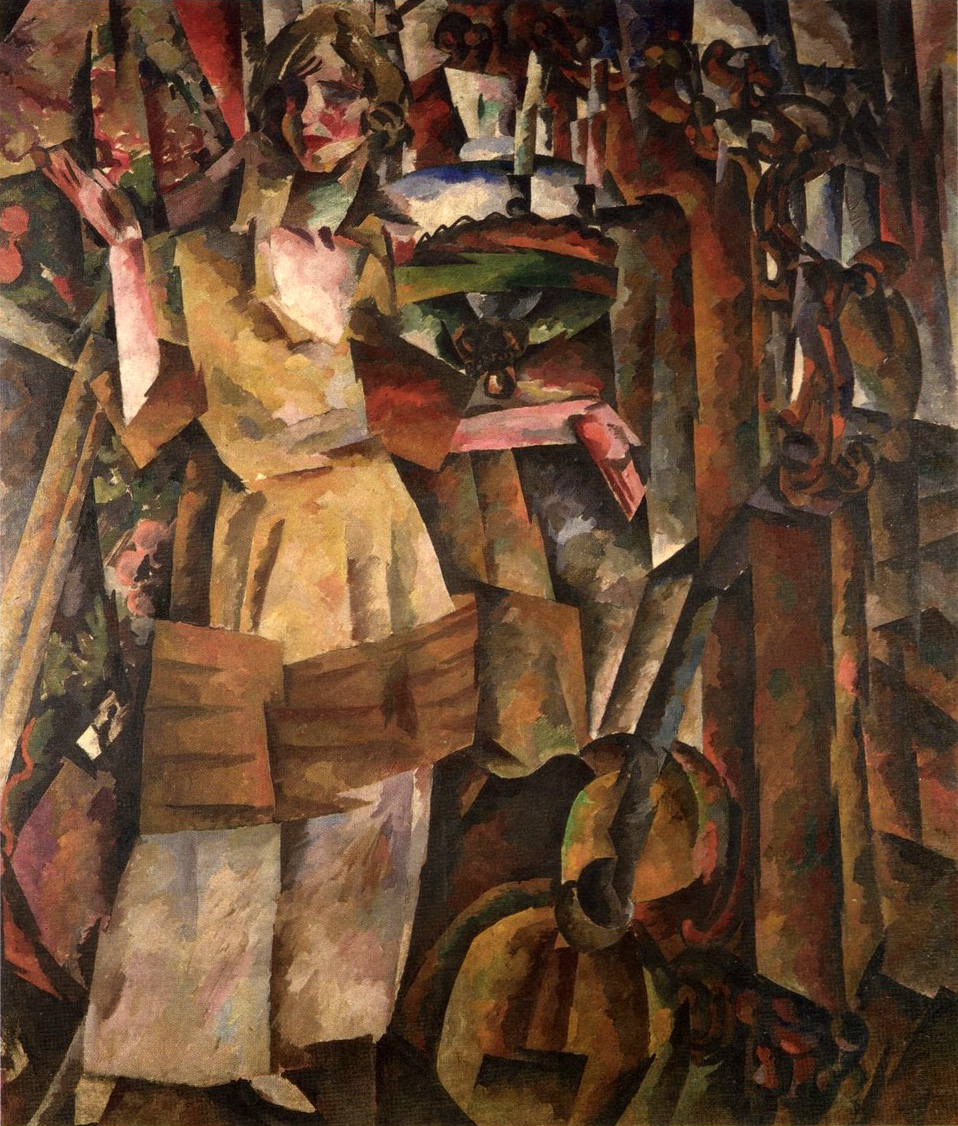
Portrait d'actrice Alexandra Khokhlova (1919)
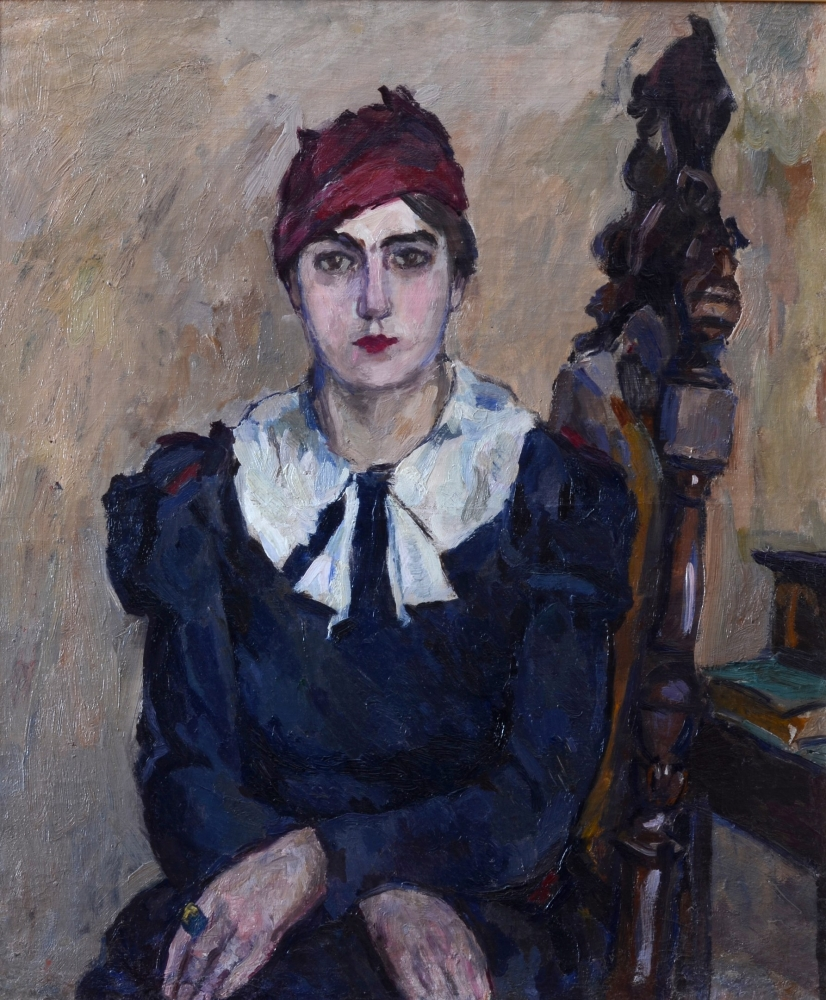
Portrait d'actrice Elena Gogoleva (1933-34)